# Disparitions (mini-série)
Pour les articles homonymes, voir Disparition (homonymie).
Disparitions est une mini-série française en 12 épisodes de 52 minutes, diffusée du 1er novembre 2008 au 6 décembre 2008 sur France 3. La série inspirée par le roman L'Or des Maures de Jacques Mazeau, est réalisée par Robin Davis, Olivier Jamain et Bruno Gantillon.

## Historique
La série télévisée est inspirée par le roman L'Or des Maures de Jacques Mazeau, paru aux Éditions Jean-Claude Lattès en 2002. Elle inspire elle-même une bande dessinée de Didier Convard qui parait quasi simultanément à la diffusion des épisodes télé. Le script original de Disparitions est donc décliné en trois adaptations complémentaires pour toucher un plus vaste public : téléfilm, bande dessinée et roman.

## Synopsis
Antoine Deslambres, policier spécialisé dans la lutte contre les sectes, est dépêché à Toulouse pour enquêter sur un crime au rituel macabre ayant eu lieu dans une grotte des Pyrénées. Il se retrouve alors confronté à son ancien professeur de fac, Raphaël Sormand, qui n’est autre que le père de la victime, Estelle Sormand. Or, les circonstances de ce crime se révèlent avoir d’étranges similitudes avec un drame qui, quinze ans plus tôt, avait déjà lié Antoine et Raphaël non loin de cette grotte et qui avait provoqué la fin de sa relation avec la femme qu’il aimait, Claire Etxebarra. Aujourd’hui Claire Etxebarra, clouée depuis cet accident dans un fauteuil roulant, est également de retour dans la région. Alors qu’elle s’apprête à prendre un poste de psychiatre à l’hôpital des Sorbiers, les dons de médium qu’elle croyait avoir perdus avec l’usage de ses jambes semblent à nouveau se manifester. Surtout lorsqu’elle est prise en otage par une étrange pensionnaire de l’établissement...

## Distribution
- Agathe de La Boulaye : Claire Etxebarra
- Thomas Sanchez : Andreu Etxebarra
- Jérôme Bertin : Antoine Deslambres
- Georges Corraface : Raphaël Sormand
- Gilles Guérin : Daniel Perkas
- Katia Cuq : Mélisse Richet
- Samira Lachhab : Souad Boukhrane
- Cédric Chevalme : Luc Seignolles
- Laurent Collombert : Virgile Dupré
- Jeanne Goupil : Marie Mongeot
- Valeria Cavalli : Claudia Sormand
- Virginie Desarnauts : Gwen Leroy
- Amandine Peuple : Estelle Sormand
- Patrick Sabourin : Juge Barrot
- Samuel Mathieu : Docteur Vals
- Christian Ritter : Jacques Legendre
- Olivia Kerverdo : Elsa Archambault
- Raphaël Papadopoulos : Oscar Barrot
- Sébastien Roch : Patrick
- Yohan Guignard : Florent
- Yohan Baratte : Cédric Tissier
- Abdel Djellal	: Manu
- Olivier Chombart : Jansen

## Résumés des épisodes

### Épisode 1
Antoine Deslambres, policier spécialisé dans la lutte contre les sectes, est dépêché à Toulouse pour enquêter sur un crime au rituel macabre ayant eu lieu dans une grotte des Pyrénées. Il se retrouve alors confronté à son ancien professeur de fac, Raphaël Sormand, qui n’est autre que le père de la victime, Estelle Sormand. Or, les circonstances de ce crime se révèlent avoir d’étranges similitudes avec un drame qui, quinze ans plus tôt, avait déjà lié Antoine et Raphaël non loin de cette grotte et qui avait provoqué la fin de sa relation avec la femme qu’il aimait, Claire Etxebarra. Aujourd’hui Claire Etxebarra, clouée depuis cet accident dans un fauteuil roulant, est également de retour dans la région. Alors qu’elle s’apprête à prendre un poste de psychiatre à l’hôpital des Sorbiers, les dons de médium qu’elle croyait avoir perdus avec l’usage de ses jambes semblent à nouveau se manifester. Surtout lorsqu’elle est prise en otage par une étrange pensionnaire de l’établissement...

### Épisode 2
L’enterrement d’Estelle Sormand est l’occasion de retrouvailles houleuses entre Claire et Antoine. Témoin de la scène, le lieutenant Seignolles finit par faire la lumière sur le lien qui unit les deux anciens amants avec Raphaël Sormand.
Mais Antoine reste persuadé que le professeur est responsable de la mort de sa fille. Comme ses travaux sont protégés par la DGSE, Antoine obtient l’infiltration à l’université de son lieutenant stagiaire Souad Boukhrane. Celle-ci parvient à se rapprocher d’un groupe d’étudiants qui semble être sous l’influence de Gwen Leroy, la maîtresse du professeur Sormand. De son côté, Claire tente de retrouver la trace de Mélisse, la jeune fille qui l’a agressée. Mais le comportement de son chef de service, le docteur Vals, lui semble de plus en plus suspect. Lors d’une nuit de garde, Claire est filmée par une caméra de surveillance de l’hôpital, en train de marcher sur ses deux jambes. Simulerait-elle son handicap ?

### Épisode 3
Cédric Tissier, l’étudiant qui avait accompagné Estelle lors de son excursion en montagne, est retrouvé à Toulouse coiffé d’une tête de cerf. À la demande de Raphaël, Claire tente de communiquer avec lui. Mais elle se fait surprendre par Vals et Antoine. Pendant ce temps, Souad parvient à intégrer la classe clandestine qui se réunit autour de Gwen Leroy en reproduisant des rituels Cathares. Mais pendant son rite initiatique, Souad se trahit sous l’effet de la drogue. Antoine intervient juste à temps pour empêcher Florent de violer Souad. Puis il accepte de libérer Florent en échange de ses aveux complets. Gwen est arrêtée pour le meurtre d’Estelle sous les yeux de Raphaël. Mais Souad en veut à son boss d’avoir relâché son agresseur.

### Épisode 4
Malgré l’opposition de Vals, Claire parvient à faire parler Cédric. Dans son délire, Cédric révèle que deux hommes se trouvaient dans la grotte avec lui et Estelle. Mais il est retrouvé mort en bas des escaliers des Sorbiers. Claire l’aurait-elle poussé ? Alors qu’Andreu se pose de plus en plus de questions sur les liens qui unissaient Antoine et sa mère, le policier pousse avec Seignolles la piste des Disparus. Mais il s’aperçoit que quelqu’un fait pression sur les témoins. De son côté, Souad réussit à obtenir des aveux complets de Gwen. Raphaël est innocenté. Mais Gwen tente de se suicider.

### Épisode 5
Raphaël reçoit la visite de Daniel Perkas, un spécialiste des Cathares, qui lui fait part d’une découverte surprenante faite aux abords de la grotte où est morte Estelle. Claire est maintenue en garde à vue en tant que suspect numéro 1 dans la mort de Cédric Tissier. Son rapport médical et la vidéo de surveillance où on la voit marcher font croire qu’elle simule son handicap. Mais au QG d’Antoine, Claire reconnaît Mélisse parmi les photos des Disparus. Elle est persuadée que c’est la jeune fille qui a poussé Cédric. Antoine, avec l’aide des dons de Claire, part à la recherche de Mélisse aux Sorbiers et retrouve les Disparus, avant que Vals ne parvienne à tous les supprimer. La question de la paternité d’Andreu se pose à Antoine. Mais après s’en être pris au policier, qu’il tient pour responsable des ennuis de sa mère, Andreu fugue. 

### Épisode 6
Les aveux de Virgile Dupré, l’infirmier manipulé par Vals, innocentent définitivement Claire. Mais Dupré est assassiné par un faux officier de PJ lors de son transfert à la maison d’arrêt. Antoine est désormais persuadé que Vals a agi pour une organisation ayant des connexions internes avec la police. Coup de tonnerre lorsqu’Antoine découvre que le dernier disparu non identifié n’est autre que le neveu du juge Barrot. Seignolles, empêtré dans les problèmes financiers du restaurant de son ami Patrick, se voit proposer l’aide du juge Barrot en échange de sa collaboration pour évincer Antoine de l’enquête. Entre sa fidélité à son boss et son couple, le dilemme s’annonce compliqué pour Seignolles. Tandis que Legendre réquisitionne les ossements retrouvés par Perkas et Raphaël, Vals est retrouvé mort dans la Garonne.

### Épisode 7
Le crime de Vals a été signé par la Loge Muette, une organisation sectaire se réclamant du Catharisme. Mais, sous la pression de Patrick, Seignolles finit par accepter le deal de Barrot et participe à faire échouer la perquisition de la centrale qu’Antoine soupçonne de servir de couverture à la Loge Muette. Elsa Archambault, la nouvelle infirmière, se révèle être une journaliste. Elle dévoile l’affaire des Disparus dans la presse et Barrot profite du scandale pour rendre les Disparus à leurs familles. Mélisse, orpheline, est hébergée chez Claire et Marie. Andreu parvient à semer la zizanie entre Claire et Antoine qui finissent par rompre. Claire apprend alors à Antoine qu’Andreu pourrait tout aussi bien être le fils de Raphaël. À l’instar des ossements trouvés par Perkas, les Disparus présentent des signes d’ostéoporose. Ils vont tous mourir, les uns après les autres. Quentin Lebrun est le premier à succomber alors que Mélisse commence à présenter quelques symptômes.

### Épisode 8
Legendre amène Raphaël à la centrale. Il lui révèle que la Loge Muette a mis en application ses théories et va tenter l’expérience du passage d’un monde à l’autre sur un cobaye humain. Devant les réticences de Raphaël à coopérer, Legendre enlève Claudia pour le forcer à les aider. Alors que les Disparus meurent les uns après les autres, l’état de Mélisse s’aggrave. Poussé par Marie, Andreu décide de l’emmener faire un dernier voyage, vers la maison où elle est née. Mais ils sont stoppés par un terrible accident de voiture. Antoine s’aperçoit de l’appartenance de Barrot à la Loge Muette. Mais ne pouvant pas le prouver, il se fait dessaisir pour avoir les mains libres et feint son départ pour Paris en se cachant chez Elsa Archambault. Prévenu par Raphaël de l’expérience qui va avoir lieu, il s’introduit à la centrale et finit par être pris dans le champ magnétique….

### Épisode 9
À la suite de l’expérience de la Loge Muette, Antoine est retrouvé dans la grotte où est morte Estelle et souffre de troubles étranges, proches de ceux des Disparus. Aurait-il fait le grand saut ? Avec l’aide de Seignolles, il reprend les rênes de l’enquête. Mais la Loge Muette a effacé toutes les preuves et commandite le meurtre d’Antoine. Legendre, qui tient toujours Claudia en captivité, envisage de retenter l’expérience et confie à Raphaël une nouvelle mission : préparer Andreu Etxebarra. À la suite de son accident avec Andreu, Mélisse a miraculeusement guéri de la Progéria. Andreu, lui, est sauvé par une transfusion sanguine de Marie. 
Mais une substance toxique d’origine végétale a été retrouvée dans le sang de Claire. Souad et Seignolles découvrent que Marie maintient Claire handicapée depuis des années. Et que la véritable Marie Mongeot est morte il y a 15 ans.

### Épisode 10
Souad parvient à convaincre Elsa de l’aider à piéger Barrot afin de mettre la main sur les vidéos des Disparus. Barrot et Garnier, pris en flagrant délit sont arrêtés.
Andreu en veut à sa mère qu’il tient responsable des départs de Marie et de Mélisse. Claire, effrayée par la menace de Marie, accepte la proposition de Raphaël d’emmener Andreu à la montagne avec lui. Sans le savoir, elle vient peut-être de livrer son fils à la Loge Muette. À la demande de Claire, Antoine et Raphaël effectuent un test de paternité, mais celui-ci révèle qu’aucun des deux n’est le père d’Andreu. Alors que Souad est en train d’essayer d’aider Claire à résoudre cette énigme, elle est soudain prise d’un étouffement.

### Épisode 11
Antoine et Seignolles découvrent Souad morte, la bouche cousue avec du fil d’or. 
Si c’est bien la signature de la Loge Muette, le rapport d’autopsie révèle un empoisonnement par substance végétale. Quelqu’un essaierait-il de camoufler le meurtre ? Face au comportement étrange d’Andreu, Raphaël se rend compte qu’il possède peut-être les mêmes dons que se mère. Mais Andreu s’enfuit de chez Raphaël pour fuguer avec Mélisse. Poussé par Claire, Raphaël finit par avouer à Antoine tout ce qu’il sait sur la Loge Muette. Antoine parvient à faire tomber l’organisation et à arrêter Legendre. Mais, celui-ci nie toute implication dans la mort de Souad. Alors que tous les soupçons s’orientent sur Marie, celle-ci réussit à mettre la main sur Andreu. Elle lui promet qu’elle peut l’emmener voir son véritable père.

### Épisode 12
Intrigué par l’attitude de Marie, Andreu tente de contacter sa mère. Mais les retrouvailles tournent au fiasco. Andreu prend la fuite avec Marie à la suite de l’intervention d’Antoine. Antoine décide alors d’accepter le deal de Legendre qui lui propose de lui servir de guide. Il monte une expédition avec Claire et Raphaël pour retrouver Andreu et Marie. Legendre parvient à tromper Raphaël mais il se fait tuer par Marie. Alors que Claire et Antoine parviennent seuls à rattraper Marie, Andreu tire sur sa marraine. Seignolles ayant révélé à Antoine ce que Souad avait découvert - le test de paternité était truqué-, c’est l’espoir d’une nouvelle vie qui commence pour Antoine, Claire et Andreu. Une semaine plus tard, Andreu, hanté par le discours de Marie, revient sur les lieux du passage et boit la potion que Marie lui a laissée. L’autre monde dont on lui a parlé existe-t-il ? Va-t-il faire le grand saut ?